# Aleksiej Wojejkow
Aleksiej Wasiljewicz Wojejkow (ros. Алексей Васильевич Воейков; ur. 28 listopada?/9 grudnia 1778, zm. 10 czerwca?/22 czerwca 1825 w wiosce Rasskazowo pod Tambowem) – generał major Imperium Rosyjskiego (od 21.11.1812).

## Życiorys
Fligel-adiutant Aleksandra I od września 1810. Ukończył z wyróżnieniem Moskiewską Pensję Uniwersytecką (1796). W służbie wojskowej od 1793. Pełnił służbę na stanowiskach adiutanckich. Uczestnik kampanii szwajcarskich 1799 (ordynans A. Suworowa), wojny rosyjsko-tureckiej 1806–1812, kampanii francuskiej 1806–1807 i szwedzkiej 1808–1809. W czasie tej ostatniej wyróżnił się w wojskach Michaiła Barclay de Tolly przy przejściu przez Kvarken. W latach 1808–1809 plac-major.
Od 29 września 1810 do 1811 był dyrektorem Kancelarii Specjalnej – organu wywiadu wojskowego.
Pułkownik (od stycznia 1810). Jednocześnie od kwietnia 1811 redaktor Komisji do spraw opracowania wojskowych ustaw. Od marca 1812 dowódca 3 brygady 27 dywizji piechoty. Za walki pod Borodino otrzymał stopień generał-majora. Uczestniczył w walkach z Napoleonem w latach 1813–1814. Od 1815 w rezerwie.